# Wael Kfoury
Wael Kfoury (en árabe وائل كفوري) es un cantante y compositor libanés.

## Comienzo
Wael Kfoury nació el 15 de septiembre de 1974 en la localidad de Hauch El Omara Beca, en una familia greco católica. 
Después de graduarse del bachillerato, ingresó a la Universidad Saint-Esprit de Kaslik (USEK) y al Conservatorio libanés superior de música. Empezó a incursionar en los medios cuando formó parte de Studio El Fan, un programa muy popular en donde jóvenes cantantes en busca de fama competían por un premio. Este programa era producido por la Corporación libanesa de radiodifusión (LBC) entre 1992 – 1993 y ganó la medalla de oro por ser el mejor cantante masculino del certamen.

## Carrera profesional
Su sencillo Ma Wa'adtak bi Njoum el Leil fue su primer éxito e inmediatamente le siguió el segundo: Min habibi Ana en el que hacía un dueto con otra ganadora del concurso Studio El Fan: Nawal Zogbi. Después firmó con la compañía discográfica Music Box, y lanzó tres álbumes entre 1994, 1995 y 1996, fue elegido como el mejor cantante de Líbano en ese último año (1996). 
Pero a finales de 1996, tuvo que imponer un fin temporal a su carrera artística para hacer el servicio militar obligatorio en la Armada Libanesa que terminó en septiembre de 1997. Sin embargo, antes de enlistarse sacó otro sencillo Rayeh 'al Jeysh (Me voy a la armada) que incitaba a los jóvenes a unirse al servicio militar. Durante ese período fue bastante promovido por el ejército como modelo e imagen a seguir para la juventud libanesa y así se presentaba en televisión. También cantaba en festividades nacionales como el día de la Independencia, el día de San Valentín, el día de las Madres, y el día de la Armada Libanesa. Al finalizar su servicio, sacó un álbum que hablaba de sus experiencias titulado Doce Meses, que es la duración del servicio militar en Líbano.
Inmediatamente después de su lanzamiento, formó parte del Festival Jerash de Jordania y Nahr El Funoun en Líbano. Luego, en 1998 firmó un contrato exclusivo con Red de Radio y Televisión árabe (ART) para su canción Al Shauq después de haber tenido problemas con Simón Asmar, dueño de Studio El Fan. En 1999 habría una reconciliación.
En 2000 Wael Kfoury firmó con Rotana Records, la discográfica más exitosa del Mundo Árabe. Siendo parte de ésta ganó el Murex D’Or como mejor cantante masculino por su álbum Sa’alouni.
En su siguiente álbum Shu Ra'yak y por primera vez en su carrera, compuso algunas de las canciones ahí incluidas. Obtuvo el disco de platino en el Mundo Árabe. 
Wael es también popular entre los libaneses que residen en Norteamérica, Europa, África y Australia, países que frecuentemente incluye en sus giras. 
En 2003 lanzó su canción más exitosa y conocida: Omri Killo. En los siguientes años produciría más álbumes que causaron impacto en el mundo de la música como Osset Esha', Bhibbak ana ktir, Bhinn, Mishta'a ktir, Tabki el toyour, Arab Laye, Hobak Azab y Law hobna galta. 
Posee una voz privilegiada capaz de interpretar mawwal. Es uno de los mejores cantantes que ha tenido Líbano. Además ganó un reconocimiento donde competía contra cantantes como Amr Diab.

## Premios
- Medalla de Oro en Studio El Fan (1993)
- Mejor Cantante Masculino (2001) (Murex D’Or)
- Mejor sencillo (2004) (Murex D’Or)
- Mejor Videoclip, León de Oro (Golden Lion) (2004) Festival de El Cairo
- Mejor Artista (2006) (Murex D’Or)

## Contratos publicitarios
Wael Kfoury firmó con Pepsico y la compañía de relojes Meyers
Cabe mencionar que es de las estrellas más grandes de Pepsi Arabia. Y con ésta filmó la película Bahr El Nojoum (Mar de Estrellas) junto con otras celebridades del Mundo Árabe. 
En febrero de 2009 anunció su cooperación con LG Electronics para hacer una búsqueda de jóvenes que pudieran convertirse en futuras estrellas. 

## Discografía

### Álbumes
| Año  | Título               | Título (AR)         |
| ---- | -------------------- | ------------------- |
| 1994 | Shafuha w saru y'ulu | شافوها وصارو يقولوا |
| 1995 | Min habibi ana       | مـين حبيبي أنا      |
| 1995 | Mayyit Fiki          | ميت فيكي            |
| 1996 | Ba'd El sentayn      | بعد السنتين         |
| 1997 | Twelve Months        | اتنعشر شهر          |
| 1998 | Shubbak el Hob       | شباك الحب           |
| 1999 | Hikayat 'Áshe'       | حكاية عاشق          |
| 2000 | Sa'aluni             | سألوني              |
| 2001 | Shu Ra'yak           | شو رأيك             |
| 2003 | Omri Killo           | عمري كلو            |
| 2004 | Arab Layi            | قرب ليى             |
| 2005 | Live In París        | العيش في باريس      |
| 2006 | Wael 2006            | وائل                |
| 2007 | Bihinn               | بيحنّ                |
| 2012 | Wael Kfoury 2012     | وال كفوري 2012      |
| 2014 | Wael 2014            | وائل 2014           |
| 2017 | W.                   | ال                  |

### Sencillos
| Año  | Título                                                 | Título (AR)          |
| ---- | ------------------------------------------------------ | -------------------- |
| 1994 | Ma wa’adtka bi nojum el leil                           | ما وعدتك بنجوم الليل |
| 1995 | Min habibi ana                                         | مـين حبيبي أنا       |
| 2000 | Sa’aluni                                               | سألوني               |
| 2003 | Omri killo                                             | عمري كلو             |
| 2004 | Arab layi                                              | قرب ليّ               |
| 2005 | Bhibbak ana ktir                                       | بحبك أنا كتير        |
| 2007 | Bihinn                                                 | بيحنن                |
| 2007 | Mishta' ktir                                           | مشتاق كتير           |
| 2008 | Baddi 'arif shu mbakiki                                | بدي اعرف شو مبكيكي   |
| 2009 | Law hobna galta                                        | لو حبنا غلطة         |
| 2009 | Hokm el 'alb                                           | حكم القلب            |
| 2016 | Wahashtoona feat. Nancy Ajram, Hassan El Serif & Ahlam | وحشتونا              |
| 2017 | Sorna Soloh                                            | صرنا صلح             |
| 2018 | Akhadet El Arar                                        | أخدت القرار          |